# カービィのコピとる!
カービィのコピとる! は、エンスカイより2015年11月28日発売されたカードゲーム。

## 概要
「星のカービィシリーズ」を題材にしたカードゲーム。この商品は、シリーズを手がける開発チームが制作を担当しており、カードイラストはすべて新規描き下ろしになっている。

## コピー能力
ファイター
様々な格闘技を繰り出す能力。
カッター
カッターブーメランを操る能力。
ビーム
杖から光線を出す能力。
ファイア
体から炎を出す能力。
アイス
体から冷気を出す能力。
スパーク
体から電気を出す能力。
ソード
剣で戦う能力。
ボム
爆弾を使って戦う能力。

## 遊び方
遊び方は3種類が用意されており、1〜6人で遊ぶことが可能。また、カードは全112枚が収録されている。
- かんたんバトル（2〜6人用）
- コピー能力バトル（2〜4人用）
- ひとりバトル（1人用）

## 商品内容
- カード112枚（カービィカード54枚、敵カード48枚、その他10枚）
- 説明書3枚